# 加奈妹妹
《加奈妹妹》是D.O.于1999年6月25日發售的戀愛冒險類型成人遊戲，亦是它的首部文字冒險遊戲、山田一的編劇出道作。本作原於Windows平台發行，之後移植到Mac OS和PlayStation Portable。除此之外亦有音樂原聲帶和設定資料集等相關產品。
玩家在《加奈妹妹》中扮演的是本作的主角藤堂隆道。玩家在遊玩的時候需閱覽熒幕上所顯示的文本，用以了解故事內容。藤堂在幼時便十分討厭自己的妹妹藤堂加奈，認為兩親過於偏袒她。而事實上只是因為加奈自小便有腎病，需長期住院，而得到兩親較多的關顧。藤堂之後因一連串事件而開始想要保護妹妹。同時加奈亦漸漸依靠哥哥作為自己的情感支柱，最後萌生愛意。但因病情惡化而被醫生診斷為命不久矣。
《加奈妹妹》因其劇情和角色塑造，而在成人遊戲玩家圈子中挺受歡迎。評論家普遍把它稱作「泣系遊戲」，不少玩家在遊玩過程中因對劇情有所感觸，而留下眼淚。評論者对本作劇情和代入感有着正面评價，並認為它涉及到不少議題，像是愛、生命、家庭。隆道與加奈的關係和結局則獲得褒貶不一的評價。

## 遊戲系統
《加奈妹妹》是一部戀愛冒險遊戲或視覺小說。評論家普遍把它稱作「泣系遊戲」。玩家所扮演的是本作的主角藤堂隆道。玩家在遊玩的時候需閱覽熒幕上所顯示的文本，用以了解故事內容。在PSP版本中，文字會與人物拼合圖一同出現。玩家會在故事中遇見一系列的電腦圖形。此外原版亦包含角色之間發生性行為的場景。《加奈妹妹》擁有多條劇情分支路線，每條路線的結局皆有所不同。玩家的選擇會影響之後的劇情路線，從而影響結局。《加奈妹妹》共有6個結局。

## 故事
《加奈妹妹》的主角藤堂隆道在幼時便十分討厭自己的妹妹藤堂加奈，認為兩親過於偏袒她，而忽略了自己。而事實上只是因為加奈自小便有腎病，需長期住院，而得到兩親較多的關顧。他的態度在一次野外旅行時有了轉變——當中加奈跟隆道一行人失散，而需四處尋找她。隆道在當中產生想要保護妹妹的心情。
隆道小五時曾愛上同班同學鹿島夕美，並向她寫情書，放在她的桌子。不過第二天，整個班都知道他寫情書給她的事，紛紛取笑他。他因為這事而假定夕美故意把情書展示給大家看，讓自己成為取笑對象，不再跟夕美交流，專心於照顧妹妹上。加奈則因回校日子不多，而依靠哥哥作為自己的情感支柱。
隆道高中畢業時，加奈對其已產生異性之間的戀愛情感。與此同時，夕美亦認真地向隆道告白。不過此時加奈經醫生診斷後，指她因病情惡化，最多只能活几个月。他在升上大學後，開始跟夕美交往，同時亦要為自己對加奈的愛而陷入煩惱，並對加奈與自己沒有血緣關係的事有所察覺。之後的劇情會因玩家的選擇而出現變化。在大多結局中，加奈都會去世。

## 開發與發行
《加奈妹妹》是首部由D.O.製作的視覺小說，於1999年6月25日發行，相容Windows 95/98。初回版附送以加奈為主題的手機吊飾。其編劇為山田一。他在這部作品中首次負責編劇。山田一及後亦擔任D.O.作品《星空星球》和《家族计划》的編劇。D.O.員工會把這兩部作品連同《加奈妹妹》一併稱為「社會派遊戲」三部曲或山田一三部曲。
D.O.認为視覺小說與其他電子遊戲一樣需要玩家解谜，同時其有着小說的吸引元素，像是玩家對主人公的代入想像、其獨有的描寫方法。因此決定製作此類型的遊戲。除此之外，他們為了讓遊戲更有趣，而加入育成元素的玩法。據《BugBug》介紹，與喜歡和愛相比，製作團隊在本作中較重視「關心」之情。此外，製作團隊提到這部作品帶有讓玩家感到「溫柔」的氣氛。
D.O.於2000年3月17日推出以本作為主題的付費軟體——《小郵差加奈》（加奈の郵便屋さん）。它為郵件應用程式，用戶可以其收發電郵。若有郵件傳送到用家的郵箱，那麽畫面上的加奈便會以聲音提示。同時亦會在用家發電郵時提供協助。同日發表本作的重製版《加奈…歡迎回來！！》（加奈…おかえり!!），製作團隊在當中換了新的電腦圖形，並為角色安排配音。Mac移植版在2000年6月30日開售。Panther Software曾打算推出Xbox移植版，但此計劃後來終止。2004年11月19日，高屋敷開發發售《加奈…歡迎回來！！》的網絡連接版和收藏箱版。2007年12月21日，Blueberry Soft公開《歡迎回來》的DVDPG版。
GNN新聞和Game Watch在2010年7月8日的報導指出，Cyber Front決定發佈本作的PlayStation Portable移植版。除了通常版之外，它還會推出附有遊戲音樂原聲帶和設定資料集的限定版。製作團隊決定為此移植版重新配音，並加入此前版本都沒有電腦圖形和人物拼合圖。同月26日和8月2日，它先後公開兩段本作的試玩片段。10月7日，PSP移植版正式公開。

## 評價
《加奈妹妹》因其劇情和角色塑造，而在成人遊戲玩家圈子中挺受歡迎，不少玩家在遊玩過程中因對劇情有所感觸，而留下眼淚，也有玩家因此決定於骨髓銀行登記成為捐贈者。這遊戲即使在美國也有一定人氣。但羽田一彌投稿至《美少女遊戲狂熱者》（美少女ゲームマニアックス）的評論則表示本作在玩家中獲得褒貶不一的評價。它在開售後於互聯網上成為熱話。本作初期共發行了約7000份，之後因需求關係而增加發行量。大多英語線上評論都聚焦於劇情和畫師的畫功上，小部分則關注加奈的年齡。宮本直毅寫道，在1990年代後期，除了Key製作的遊戲外，要說泣系遊戲的代表作就會說起《加奈妹妹》。
評論者对本作劇情有着正面评價，並認為它涉及到不少議題，像是愛、生命、家庭。《電腦美少女遊戲歷史大全 1982-2000》（パソコン美少女ゲーム歴史大全1982‐2000）和IGN Japan的歐陽宇亮皆形容這遊戲讓人體會到生命的價值。後者把本作選為1999年最佳電子遊戲，並認為這遊戲在有關價值議題上的處理不亞於《AIR》。另外亦表示隆道和加奈的關係帶給人關於愛的感觸。此外，他們認為《加奈妹妹》的劇情悲傷，令人感動或心生同情。《電腦美少女遊戲歷史大全 1982-2000》特別提到本作的感動之處為加奈跟隆道在悲慘遭遇中孕育出愛情。除了人物的遭遇外，《The Escapist》的利·亞歷山大（Leigh Alexander）亦提到人物刻畫是讓人同情角色的因素。不過羽田則認為其設定太常見。但仍同時認為中後段的劇情有很多出乎意料的地方。
評論者亦就本作玩家的代入感有所評價。《電腦美少女遊戲歷史大全 1982-2000》形容玩家會在遊玩過程中跟隆道身同感受，讓後者的痛楚如實反映在前者身上。歐陽則表示她在遊玩過程中產生加奈是自身妹妹的感覺，因此重視她的安危。她把此一感受歸因於劇情對加奈的聚焦。電腦遊戲雜誌的編輯前田尋之在《我們的美少女遊戲編年史2》（ぼくたちの美少女ゲーム クロニクル 2）中分析指，玩家的代入感源自寫得很好的文本，並特別提到遊戲的心理描寫「寫得細緻」。
隆道與加奈的關係和結局則獲得褒貶不一的評價。亞歷山大表示本作不像其他有涉及近親性行為的作品般，把家族關係放在焦點之外，反而在這部分「處理得很巧妙」。歐陽則不滿遊戲因考慮社會觀感，而把加奈設定成沒血緣關係的妹妹。北卡罗来纳大学教堂山分校的艾米麗·泰勒（Emily Taylor）在描述其劇情時，形容隆道對加奈「貌似[產生]下流」的感情。結局方面，羽田認為本作最感動的結局是結局二「追憶」，並表示進入多個壞結局後，才會顯得加奈最後活下來的結局有意義。不過歐陽批評加奈活下來的那個結局，指它跟其他結局有矛盾，並在內心否定這一結局的存在，加奈則「永遠存於心中」。

## 外部連結
- Windows版官方網站的存檔（日語）
- Xbox版官方網站 （页面存档备份，存于）（日語）
- PSP官方網站對本作的介紹頁面存檔（日語）
- PSP版官方網站的存檔（日語）
- 《加奈妹妹》在視覺小說數據庫的頁面 （英文）